# De Montfort Hall
Le De Montfort Hall est une salle de spectacles à Leicester, au Royaume-Uni, situé à côté du Victoria Park et nommé d'après le Comte de Leicester Simon V de Montfort.

## Histoire
La Corporation de Leicester fait construire le De Montfort Hall au début du XXe siècle pour un coût de 21 000 £. Le bâtiment réalisé par l'architecte Shirley Harrison est inauguré en 1913. L'orgue, qui constituait l'un des principaux éléments de la salle de concert originale, a été rénové récemment et l'un des derniers modèles de ce type d'instruments fabriqués par les artisans locaux Stephen Taylor & Son Ltd.
La majorité des spectacles (ballets, concerts, comédies et opéras) d'aujourd'hui ont lieu dans l'auditorium et sont assistés de l'orchestre philharmonique, résident des lieux depuis 1997. La chorale philharmonique de Leicester, les orchestres symphoniques de Leicester et Bardi et le festival hindou de Navratri s'y produisent aussi régulièrement.
Les festivals The Big Session et Summer Sundae occupent aussi annuellement le De Montfort Hall, mais sur la partie extérieure.
Les cérémonies de remise des diplômes de l'université de Leicester et de l'université De Montfort se font également dans son hall.